# Foetoenakaba
Foetoenakaba is een dorp aan de bovenloop van de Surinamerivier in het district Sipaliwini in Suriname. Het ligt op twee uur varen vanuit Atjoni (Pokigron). Het dorp staat via de rivier en met een weg in verbinding met Pikin Slee stroomafwaarts en Debikè en Botopasi stroomopwaarts. Via de landingsbaan van Bototpasi staan de dorpen in contact met Paramaribo.
In het dorp wonen circa driehonderd inwoners (stand 2021). Er  bevindt zich een basisschool (de Passchool), een kerk van de Pinksterbeweging (Volle Evangelie), stromend water en beperkte toegang tot elektriciteit (niet 24 uur per dag beschikbaar). Het dorp is opgedeeld in enkele wijken en kent geen centrale dede oso. Bij mededelingen die het hele dorp aangaan, zoals een overlijden, wordt de kerkbel geluid.
De bevolking leeft van de visvangst, jacht, houtkap en toerisme. Aan de oever van de rivier ligt Kötö Hati Lodge, een toerismeresort dat is ingericht in Saramaccaanse stijl. Daarnaast zijn enkele bewoners in dienst bij enkele ministeries (RO en TCT) en de Medische Zending. Het ministerie van RO voorzag de gemeenschap in 2013 van een rijstpelmolen, waarmee padie verwerkt kan worden tot rijst, het hoofdvoedsel in het dorp.
Het dorp werd aan het eind van de 19e eeuw gesticht door een deel van het marron-volk Dombi-lo. De bewoners zijn christelijk en stapten over van de leer van de Evangelische Broedergemeente naar de Pinksterbeweging. Het vormt een zusterdorp met Abenaston, Botopasi en Pikin Slee. Tussen Foetoenakaba en Botopasis bestond een houttwist die in 2021 werd bijgelegd.
In maart 2021 kreeg minister David Abiamofo van Natuurlijke Hulpbronnen groen licht van het traditionele gezag om een groot zonne-energieproject op te zetten in Botopasi dat ten goede komt aan een groot aantal dorpen langs de rivier, waaronder Foetoenakaba.
In het dorp bevindt zich het vakantieoord Kötö Hati (uitspraak kootoo hattie).
Abenaston · Adawai · Akisiaman · Akwaukondre · Amakakondre · Asenbaso · Asidonhopo · Aurora · 
Begoeba · Begoon · Bekiokondre · Bendikwai · Bendiwata · Biudoematoe  · Bofokoele · Botopasi ·
Dan · Dangogo · Daume · Debikè · Deboo · Djemongo · Djoemoe · Duwatra ·
Foetoenakaba · Gingiston · Goddo · Godowatra · Goejaba · Gran Slee · Grantatai · Gunsi ·
Heikoenoenoe · Jawjaw ·
Kaajapati · Kajana · Kambaloea · Kampoe · Koonoo · Kuututen ·
Ladouanie · Lespansi · Ligorio · Malobi · Malroseekondre · Masiakriki · Moitori ·
Nazaleti · Nieuw-Aurora · Padalafanti · Pambo Oko · Pikin Slee · Pingpe · Pokigron ·
Saloebanga · Semoisi · Soolan · Stonhoekoe · Tjaikondre · Toemaripa · Toetoeboeka